# پرگوس
پرگوس (به لاتین: Pyrgos) یک منطقهٔ مسکونی در قبرس است که در ناحیه لیماسول واقع شده‌است. پرگوس ۱٬۳۴۸ نفر جمعیت دارد.